# Дніпроводська вулиця
Дніпрово́дська ву́лиця — вулиця в Оболонському районі м. Києва, селище ДВС. Пролягає від шосе Київ — Іванків — Овруч (продовження Литовського проспекту) до шосе на місто Вишгород та Богатирської вулиці.
Прилучаються вулиці Академіка Оппокова, Дніпрової Чайки, Восьмого Березня та Джерельна.

## Історія
Виникла у 1950-х як вулиця без назви на шляху до селища ДВС. Сучасна назва — з 1958 року.

## Установи
- № 1а — Дніпровська водопровідна станція та Київський воєнізований гірничо-рятувальний загін;
- № 16 — Інститут колоїдної хімії та хімії води ім. А. Думанського, технічне відділення.